# Giro frontal medio

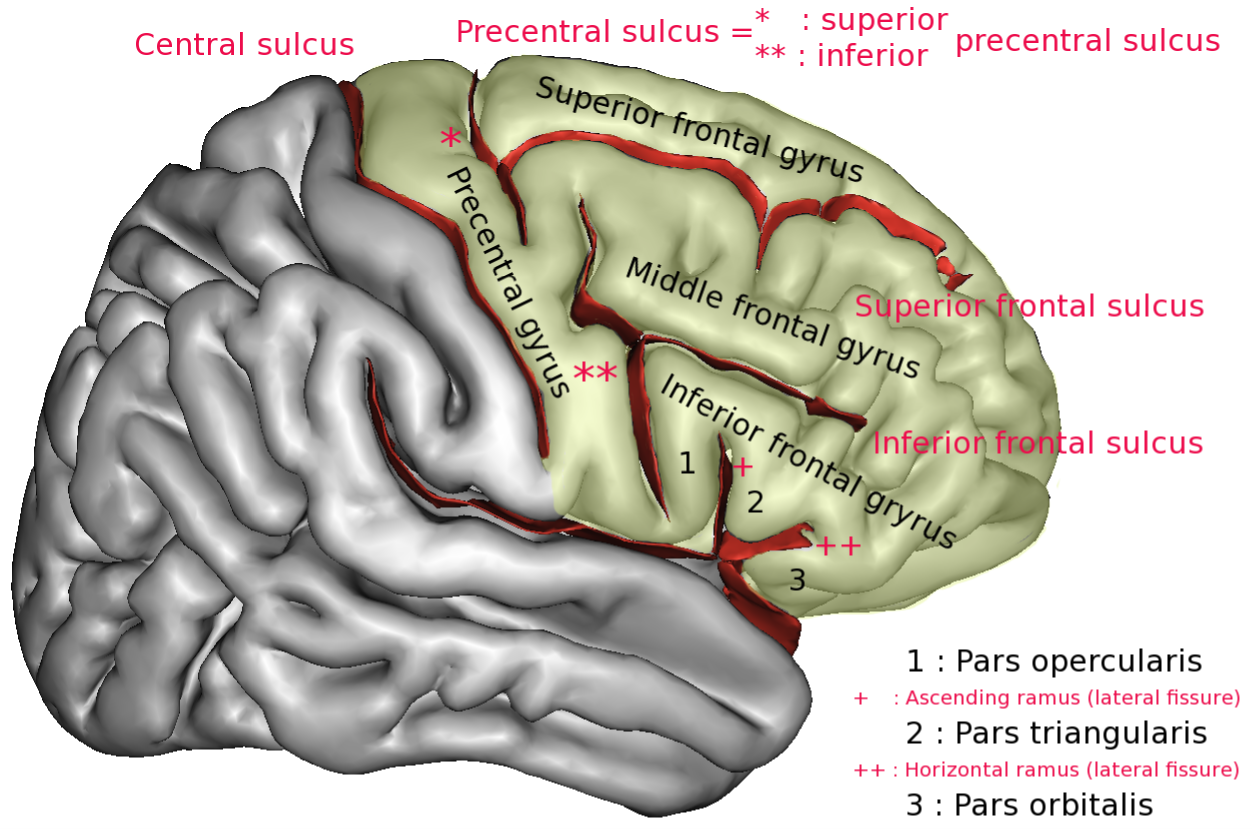
Anatomía del lóbulo frontal.

El giro frontal medio es aquella circunvolución que se encuentra en el lóbulo frontal entre las cisuras superfrontal y subfrontal, y que se continúa con la circunvolución del lóbulo orbitario.